# Chatham (Virginia)
Chatham è un comune degli Stati Uniti d'America, situato nello Stato della Virginia, nella Contea di Pittsylvania, della quale è il capoluogo.